# 이정훈 (1963년)
이정훈(李正勳, 1963년 8월 28일~)은 전직 KBO 리그 OB 베어스의 외야수이자, 현재 KBO 리그 두산 베어스의 2군 감독이다.

## 선수 시절

### 빙그레 이글스&한화 이글스시절
1987년 신인 드래프트에서 삼성 라이온즈가 내야수 강기웅, 류중일을 1차 지명해, 연고 팀의 지명을 받지 못하고 2차 1순위 지명을 받아 입단했다. 첫 해에 가장 많은 안타를 쳐 냈고, 22경기 연속 안타, 3할대 타율을 기록해 신인왕을 수상했다. 1991년과 1992년에 2년 연속 타격왕에 올랐다.

### 삼성 라이온즈시절
1995년에 입단하였다.

### OB 베어스시절
1997년에 입단하였다.

## 야구선수 은퇴 후
은퇴 후 도미하여 시애틀 매리너스에서 지도자 연수를 받은 후 한화 이글스에서 1999년부터 2005년까지 코치로 활동했고, 1999년 한국시리즈에서 우승했다. 2005년 시즌 후 LG 트윈스에 영입됐다. 2008년까지 LG 트윈스 코치를 역임한 후, 북일고등학교 야구부 감독으로 부임했다.
2004년 시즌 뒤 김인식이 감독으로 부임하며 팀 프랜차이즈 출신이자 1999년부터 한화 이글스에서 코치를 역임한 그가 다음 해 말에 LG 트윈스로 떠난 것 외에 2002년 시즌 후 유승안이 감독으로 부임하며 당시 한화 이글스의 2군 수비코치였던 황대연이 2004년 시즌 후 유승안의 후임으로 김인식이 부임하며 재계약이 무산된데다 황대연과 같은 시기에 영입된 전대영이 다음 해 북일고 감독으로 자리를 옮겼으며 대신 유지훤, 김호, 우경하 등 김인식이 두산 베어스 감독 시절 코치였던 사람들을 불러들였다. 이외에도 김인식의 배문고 후배인 백기성과 김호근 등을 영입했으나 이 과정에서 코칭스태프 흔들기로 잡음이 새어나오더니 급기야 코칭스태프간 헐뜯기로 번졌다. 기존 코칭스태프였던 최일언, 손상대는 김인식이 한화 이글스의 감독으로 부임하기 직전인 2003년 말에 영입됐으며 최일언은 2005년 말에 SK 와이번스로 이적했다.
2009년 제 63회 황금사자기 전국고교야구대회에서 준우승, 2009년 제 39회 봉황대기 전국고교야구대회에서 북일고등학교를 우승으로 이끌었다.
2012년에는 세계 청소년 야구선수권 대회 국가대표팀 감독을 역임했다. 2012년 시즌 후 북일고등학교 야구부 감독직을 이강돈에게 넘기고, 한화 이글스와 2군 감독 계약을 체결해 2013년부터 2군 감독으로 활동했다. 2021년에 두산 베어스의 2군 타격코치로 선임되며 24년 만에 두산 베어스에 복귀했다.

## 별명
- 정교한 타격과 빠른 발, 근성 있는 플레이 스타일로 인해 '악바리'라고 불렸다.

## 통산 기록
| 연 도           | 소 속           | 나 이           | 출 장 | 타 석 | 타 수 | 득 점 | 안 타 | 2 루 타 | 3 루 타 | 홈 런 | 타 점 | 도 루 | 도 실 | 볼 넷 | 삼 진 | 타 율 | 출 루 율 | 장 타 율 | O P S | 루 타 | 병 살 타 | 몸 맞 | 희 타 | 희 플 | 고 4 |
| --------------- | --------------- | --------------- | ----- | ----- | ----- | ----- | ----- | ------- | ------- | ----- | ----- | ----- | ----- | ----- | ----- | ----- | -------- | -------- | ----- | ----- | -------- | ----- | ----- | ----- | ---- |
| 1987            | 빙그레          | 24              | 100   | 441   | 370   | 56    | 124   | 13      | 7       | 4     | 34    | 20    | 13    | 35    | 25    | .335  | .405     | .441     | .846  | 163   | 1        | 10    | 24    | 2     | 2    |
| 1988            | 빙그레          | 25              | 96    | 414   | 366   | 69    | 113   | 20      | 3       | 4     | 34    | 18    | 9     | 37    | 26    | .309  | .377     | .413     | .789  | 151   | 4        | 4     | 5     | 2     | 1    |
| 1989            | 빙그레          | 26              | 51    | 219   | 198   | 30    | 64    | 20      | 2       | 1     | 23    | 14    | 1     | 14    | 12    | .323  | .372     | .460     | .831  | 91    | 0        | 3     | 1     | 3     | 0    |
| 1990            | 빙그레          | 27              | 114   | 459   | 402   | 71    | 117   | 20      | 3       | 7     | 52    | 22    | 6     | 45    | 26    | .291  | .360     | .408     | .768  | 164   | 5        | 2     | 4     | 6     | 2    |
| 1991            | 빙그레          | 28              | 111   | 433   | 379   | 81    | 132   | 21      | 12      | 17    | 55    | 18    | 6     | 43    | 33    | .348  | .417     | .602     | 1.019 | 228   | 6        | 4     | 4     | 3     | 2    |
| 1992            | 빙그레          | 29              | 111   | 437   | 369   | 89    | 133   | 17      | 2       | 25    | 68    | 21    | 3     | 46    | 27    | .360  | .436     | .621     | 1.056 | 229   | 6        | 10    | 3     | 9     | 1    |
| 1993            | 빙그레          | 30              | 41    | 129   | 111   | 10    | 25    | 5       | 1       | 2     | 12    | 3     | 1     | 15    | 15    | .225  | .313     | .342     | .655  | 38    | 2        | 0     | 1     | 2     | 2    |
| 1994            | 한화            | 31              | 67    | 272   | 239   | 35    | 59    | 7       | 2       | 2     | 22    | 13    | 6     | 25    | 23    | .247  | .321     | .318     | .639  | 76    | 2        | 2     | 4     | 2     | 2    |
| 1995            | 삼성            | 32              | 74    | 257   | 236   | 33    | 59    | 9       | 0       | 1     | 10    | 12    | 6     | 16    | 20    | .250  | .302     | .301     | .603  | 71    | 2        | 2     | 2     | 1     | 1    |
| 1996            | 삼성            | 33              | 61    | 156   | 136   | 16    | 29    | 4       | 2       | 1     | 10    | 3     | 1     | 16    | 13    | .213  | .314     | .294     | .608  | 40    | 1        | 4     | 0     | 0     | 3    |
| 1997            | OB              | 34              | 92    | 295   | 266   | 25    | 63    | 16      | 3       | 2     | 33    | 7     | 3     | 20    | 26    | .237  | .296     | .342     | .638  | 91    | 5        | 3     | 4     | 2     | 3    |
| KBO 통산 : 11년 | KBO 통산 : 11년 | KBO 통산 : 11년 | 918   | 3512  | 3072  | 515   | 918   | 152     | 37      | 66    | 353   | 151   | 55    | 312   | 246   | .299  | .368     | .437     | .805  | 1342  | 34       | 44    | 52    | 32    | 19   |

- 시즌 기록 중 굵은 글씨는 해당 시즌 최고 기록